# 大滝村 (福島県)
大滝村（おおたきむら）は福島県大沼郡にあった村。現在の金山町大塩・滝沢にあたる。

## 地理
- 山：似蕪山、高盛東山、現燈山、袖山
- 河川：只見川

## 歴史
- 1889年（明治22年）4月1日 - 町村制の施行により、大塩村、滝沢村の区域をもって発足。
- 1940年（昭和15年）4月1日 - 横田村と合併し、改めて横田村が発足。同日大滝村廃止。
- 1955年（昭和30年）3月31日 - 横田村が沼沢村・川口村・本名村と合併して金山町が発足。

## 交通

### 鉄道路線
現在は只見線の会津大塩駅が所在するが、当時は未開業。

### 道路
- 沼田街道（現・国道252号）